# Rafael Talens Pelló
Rafael Talens Pelló (Cullera, 9 de setembre del 1933 - Boadilla del Monte, 25 d'abril del 2012) va ser un compositor i pedagog musical valencià.

## Biografia
Rafael Talens rebé els primers ensenyaments musicals de son pare, clarinet de la Societat Instructiva Santa Cecília de Cullera. Posteriorment va estudiar al Conservatori Superior de Música de València les especialitats de clarinet (amb Lucas Conejero), piano (amb Leopold Magenti i Jose Roca), harmonia i direcció orquestral (amb José Férriz).
Amb 18 anys es presentà a unes oposicions per ingressar a la Banda del Jefe del Estado, a Madrid, i obtingué el número 1 en l'especialitat de clarinet. Aprofità la seua estada a la capital de l'Estat per ampliar la seua formació al  Real Conservatorio Superior de Música estudiant composició amb el mestre Anton Garcia Abril, disciplina en què obtingué la Matrícula d'Honor.
A finals dels anys 50, Talens creà a Madrid l'Orquesta de Rafael Talens de música lleugera, amb què acompanyà cantants com Luis Mariano, Lucho Gatica, La niña del puerto o Juanito Valderrama, i interpretà composicions de Quintero, León i Quiroga. En aquesta formació, Rafael Talens compaginava les tasques de clarinetista, pianista, director i arranjador, segons calgués. Parlant d'aquesta etapa, el compositor ha dit: "Va ser una vertadera escola de música que em donà una flexibilitat i una creativitat de gran utilitat"  Arxivat 2007-08-13 a Wayback Machine..
A començaments dels anys setanta guanyà la plaça de catedràtic numerari d'Harmonia del Conservatori de Música de València i es dedicà plenament a l'ensenyament i a la composició. Fou professor del Conservatori de Música Josep Melcior Gomis d'Ontinyent. Es jubilà l'any 2003. El 25 d'abril de 2012 morí a causa d'un ictus cerebral.
La seva producció com a compositor és abundosa, més de vuitanta obres, i tant comprèn peces per a orquestra simfònica, com de cambra o per banda de música, amb una llarga col·lecció de pas-dobles. Obres com Tercio de quites (pas-doble torero), Cançons de mare i Suite aràbiga són molt interpretades; diverses de les composicions de Talens han estat premiades en concursos de composició.
Dirigí l'Orquestra Municipal de València, la Banda Municipal de València, la d'Alacant, la de Mallorca i la de l'Agrupación Musical Santa Cecilia de Sedaví. Durant els anys 1988 i 1993-1996 fou president del jurat del Certamen Internacional de Bandes de Música Vila d'Altea. Impartí cursos de direcció de banda i orquestral.
El 2007 era vicepresident de l'Asociación de Compositores Valencianos. Havia rebut l'Escut d'Or, atorgat per l'ajuntament de Cullera (Altres premis i reconeixements Arxivat 2007-09-27 a Wayback Machine.).

## Obres
(S'indica la data de l'estrena quan s'ha trobat. Si no, la d'edició de la partitura)
- Baladre (2001), per a violí, violoncel i piano
- Cançoneta i dansa, per a orgue
- Carnaval de ritmos
- Concierto para trompa solo (1996)
- Inmagodeta, per a trompa
- Introducció i dansa (1983), per a saxòfon alt i piano
- Mi Cuba: cha-cha-cha (1965)
- Quinteto, en quatre moviments, per a conjunt de vent
- Soliloquio: fantasía para saxofón alto, en Mi b (1990)
- Recitativo: danza y variación, per a flauta i piano
- Tres preludios (1979), per a guitarra (Amanecer, Evocación, Festival)

### Obres per a orquestra
- Classic concert (1993), per a trompa i orquestra
- Concierto para tuba y orquesta
- Cosmos (seis sketchs sinfónicos) (1979). També té versió per a banda[6]
- Semiotècnia (1979), suite simfònica amb versions per a orquestra i per a banda[7]
- Suite Número 2 (2000)

### Obres per a banda
- Advocació a la Mare de Déu (1984), per a cor i banda
- Almàssera, horta viva
- Cançons de mare (1988), temes folklòrics de Cullera i la Ribera Baixa[8]
- Carmen Gemma
- Concierto mediterráneo, per a tuba i banda
- Cora d'Algar (1997), marxa mora
- Cullera, suite simfònica. En tres parts: Raval, Vila, Mar
- Diàlegs descriptiuss (1993)[9]
- Expressions simfòniques (1993)
- Festívoles: un preludi i dues danses[10]
- Homenatge a un Premi Nobel: la villa de Saix a Severo Ochoa (1991), poema descriptiu[11]
- Homenaje a Salvador Giner (2007)
- Ibèrica, suite de danses valencianes
- L'illa (1984), premi València de Composició musical per a banda
- Marcha Comisario Piris Perpén (2006)[12]
- Obertura per a un centenari (1996), dedicada a l'Ateneu Musical de Cullera[13]
- Obertura Rítmica (1990)
- Oracions a la Mare de Déu
- El patriarca (2007). Obra obligada en la secció d'Honor del Concurs Internacional de Bandes de Música de València del 2007
- El Rabajol (1988), suite en tres moviments, premiada en el IV concurs de composició per a banda simfònica "José Manuel Izquierdo", Catarroja 1988
- Rítmics i Melòdics, premi de la Diputació Provincial de Castelló
- Secuencias vibratorias (1987), suite, premi Maestro Villa
- Seqüències simfòniques per un centenari (2007), dedicat a la Societat Musical de Cullera
- Sicània, suite[14]
- Suite aràbiga (1991)[15]
- Valldigna (1998), suite descriptiva
- Vicent Escrig

- Pasdobles: Antas de Ulla, Ateneo Mercantil, Banda Municipal de Valencia, Barri i Falla, La Canyada|La Cañada, Cent anys noble i liberal (2007), Dunia Piris (2000), Estudiantes 89, Falla la Bega, Fiesta en Onda, Fina Blasco, Fira d'Onda, Gloria Ramírez, Hermanos Bonet, Hermanos Falcó, La Lírica (2005), Mari Ángeles González, María Dolores Cervera, Maria Pilar Bacete, Paco Arévalo, Paquita y Nieves, Penya Els Guapos, Pepe Luis Benlloch, Pepita la de la Llum, Pere Manuel, Els Pirris,[16] Rafael Mauricio, Rosa Blanquer, Rosalina, Tercio de quites, Teresa Badenes, Traner, Yolanda Sánchez, Rojosa (1989)[17]

### Per a cor
- A ballar a les dances
- El alma de Torrevieja, per a cor mixt
- Cantestil 98
- Mareta, mareta (Partitura en PDF Arxivat 2007-09-27 a Wayback Machine.)
- Santa Nit de Nadal, nadala (Midi Arxivat 2007-07-29 a Wayback Machine.)
- Tres cançons del meu poble, per a cor mixt
  - Mare, vull casar-me (Partitura en PDF Arxivat 2007-07-29 a Wayback Machine.)
  - El xiquet té son  Arxivat 2007-07-29 a Wayback Machine.
  - Dansa cantà  Arxivat 2007-07-29 a Wayback Machine.

## Arxius de so
- Tercio de quites Arxivat 2006-12-14 a Wayback Machine.
- Gravació de la Diputació Provincial de València, interpretada per la Banda, Orquestra i Cor de la Unió Musical de Llíria. Comprèn obres de diversos compositors (De Rafael Talens, Sicània, parts 6 a 9 de la gravació), en format ZIP Arxivat 2007-09-27 a Wayback Machine.
- Tres cançons del meu poble, per la Coral polifònica de l'Agrupació Musical "La Lírica" de Silla 
  - Mare, vull casar-me Arxivat 2007-10-09 a Wayback Machine.
  - El meu xiquet té son Arxivat 2007-10-09 a Wayback Machine.
  - Dansa cantà Arxivat 2007-10-09 a Wayback Machine.